# Utalii FC
El Utalii Football Club fue un equipo de fútbol de Kenia que militó en la Liga keniana de fútbol, la liga de fútbol más importante del país.

## Historia
Fue fundado en la ciudad de Ruaraka con el apoyo de la Utalii College, universidad especializada en cocina , turismo y administración hotelera.
El equipo fue campeón de liga en 1 oportunidad en 1997 y campeón de copa en el año 2003, donde 2 años más tarde bajarían a la Liga Nacional de Kenia por razones financieras.
Para la temporada 2005, la mala administración financiera por parte de la universidad hizo que fuera imposible mantener al equipo y se decretó su desaparición.
A nivel internacional participó en 1 torneo internacional, la Liga de Campeones de la CAF de 1998, en donde avanzaron a la segunda ronda.

## Palmarés
- Liga keniana de fútbol: 1

1997
- Copa de Kenia: 1

2003

## Participación en competiciones de la CAF
| Temporada | Torneo                      | Ronda | Club            | Casa | Visita | Global      |
| --------- | --------------------------- | ----- | --------------- | ---- | ------ | ----------- |
| 1998      | Liga de Campeones de la CAF | 1     | Al-Merrikh SC   | 4-0  | 0-3    | 4-3         |
| 1998      | Liga de Campeones de la CAF | 2     | Étoile du Sahel | 1-0  | 0-1    | 1-1 (1-4 p) |